# سوفیا گریس و رزی
سوفیا گریس براونلی (انگلیسی: Sophia Grace Brownlee؛ زادهٔ ۱۸ آوریل ۲۰۰۳) و رزی مک‌کللند (انگلیسی: Rosie McClelland؛ زادهٔ ۷ سپتامبر ۲۰۰۶) که هر دو زادهٔ اسکس هستند، زوج هنری خوانندهٔ بریتانیایی هستند که با نام سوفیا گریس و رزی شناخته می‌شوند.
رزی مک‌کللند در اپیزود ناقوس‌ها (قسمت پنجم از فصل هشتم بازی تاج‌وتخت) نقش کوتاهی داشته‌است.